# Arquidiocese de Sherbrooke
A Arquidiocese de Sherbrooke (Archidiœcesis Sherbrookensis) é uma circunscrição eclesiástica da Igreja Católica situada em Sherbrooke, Quebéc, Canadá. Seu atual arcebispo é Luc Cyr. Sua Sé é a Catedral Basílica de São Miguel.
Possui 92 paróquias servidas por 261 padres, contando com 338 mil habitantes, com 89,9% da população jurisdicionada batizada.

## História
O primeiro missionário a entrar no território da atual arquidiocese foi Jean Raimbault, pároco de Nicolet, que celebrou a primeira missa em 1 de maio de 1816. Nesse ano sucessivamente foi eregida uma missão verdadeira e própria com uma capela (1826) e um pequeno cemitério (1827). Em seguida à visita pastoral do arcebispo de Québec, Joseph Signay, em 1836, a missão recebe novos reforços. Em 14 de janeiro de 1855 foi consagrada a primeira igreja, dedicada a São Miguel arcanjo, que foi ereta como paróquia em 1872.
A Diocese de Sherbrooke foi ereta em 28 de agosto de 1874, recebendo o território da Arquidiocese de Québec e da Diocese de Saint-Hyacinthe e de Trois Rivières. Originalmente era sufragânea da arquidiocese de Québec, mas em 1886 passou a fazer parte da província eclesiástica da Arquidiocese de Montréal.
Seu primeiro bispo foi Antoine Racine, que em janeiro de 1875 fundou o primeiro seminário diocesano, tornando-se o seu primeiro superior. 
Em 11 de março de 1892 o Papa Leão XIII instituiu o capítulo dos cânones com o breve Ex officio. 
Em 1915 o bispo Paul La Rocque fez construir o atual bispado, cuja capela foi decorada pelo pintor québequois Ozias Leduc e em 1915 começou a construção de uma nova catedral, que foi consagrada em 28 de setembro de 1957.
Durante o episcopado de Philippe Desranleau foi inaugurado um novo seminário (1939) e convocado o primeiro sínodo diocesano (1941).
Em 2 de março de 1951 é elevada ao posto de arquidiocese metropolitana com a bula Universi dominici gregis do Papa Pio XII.

## Prelados
| #                   | Nome                        | Período    | Notas           |
| Arcebispos          | Arcebispos                  | Arcebispos | Arcebispos      |
| ------------------- | --------------------------- | ---------- | --------------- |
| 5º                  | Luc Cyr                     | 2011-atual |                 |
| 4º                  | André Gaumond               | 1996-2011  |                 |
| 3º                  | Jean-Marie Fortier †        | 1968-1996  |                 |
| 2º                  | Georges Cabana †            | 1952-1967  |                 |
| 1º                  | Philippe Desranleau †       | 1951-1952  |                 |
| Arcebispo-coadjutor |                             |            |                 |
|                     | André Gaumond               | 1995-1996  |                 |
|                     | Georges Cabana              | 1952       |                 |
| Bispo-auxiliar      |                             |            |                 |
|                     | Alphonse-Osias Gagnon       | 1923-1927  | Elevado a Bispo |
|                     | Hubert-Olivier Chalifoux    | 1914-1922  |                 |
| Bispo               |                             |            |                 |
| 4º                  | Philippe Desranleau †       | 1941-1951  |                 |
| 3º                  | Alphonse-Osias Gagnon †     | 1927-1941  |                 |
| 2º                  | Paul-Stanislas La Rocque †  | 1893-1926  |                 |
| 1º                  | Antoine Racine †            | 1874-1893  |                 |
| Bispos-coadjutores  |                             |            |                 |
|                     | Philippe Sérvule Desranleau | 1937-1941  |                 |